# Eupithecia minorata
Eupithecia minorata är en fjärilsart som beskrevs av Taylor 1907. Eupithecia minorata ingår i släktet Eupithecia och familjen mätare. Inga underarter finns listade i Catalogue of Life.